# Natascha Ungeheuer
Natascha Ungeheuer (* 27. Dezember 1937 als Ursula Rosa Ungeheuer in Blumenfeld) ist eine deutsche Malerin, Zeichnerin, Illustratorin.

## Biografie
Ungeheuer wuchs in Biederbach (Schwarzwald) und Freiburg im Breisgau auf. Nach dem Abitur in Stuttgart und Studium legte sie 1959 ihr Lehrerexamen an der Pädagogischen Hochschule Lüneburg ab. Anschließend besuchte sie für ein Jahr die Tanzakademie bei Harald Kreutzberg in Bern. Mit Gedichten von Else Lasker-Schüler reiste sie 1961 allein durch England, Irland, Frankreich, Italien und Finnland.
Ihrer zeichnerischen Begabung folgend begann sie sich als Autodidaktin mit der Ölmalerei zu beschäftigen. Ihrem Malstil in altmeisterlicher Manier mit feinsten Pinseln gab sie keinen Namen. Von 1969 bis 1975 spielte sie im Kreuzberger Straßentheater, malte Bühnenbilder und fertigte Masken. Ungeheuer hat Bücher namhafter Autoren illustriert, darunter die ihres Freundes Edgar Hilsenrath, Jaroslav Hašeks Von Scheidungen und anderen tröstlichen Dingen, Christian Morgensterns Es läutet bei Professor Stein und Wolf Biermanns Das Märchen vom Mädchen mit dem Holzbein.
Natascha Ungeheuer lebt seit 1962 in Berlin-Kreuzberg und arbeitete zeitweilig im Künstlerdorf Worpswede. Sie war die Lebensgefährtin des 2006 verstorbenen Schriftstellers und Dichters Johannes Schenk. In Worpswede arbeitet sie zeitweise mit dem Bildhauer Waldemar Otto mit ungewöhnlichen Materialien wie Teer und Rollsplitt.

## Einzelausstellungen (Auswahl)
- Galerie Brockstedt, Hamburg/Berlin (1980, 1999, 2020, 2023)
- Kleine Orangerie Schloss Charlottenburg, Berlin (1993)
- Haus am Lützowplatz, Berlin (1994)
- Galerie Cohrs-Cirus, Worpswede (2005)
- Galerie Netzel, Worpswede (1966, 1972, 1982, 2008)
- Galerie Haus im Schluh, Worpswede (1997)
- Berlin, Willy-Brandt-Haus (2003 und 2014)
- Papua New Guinea, Boroko, Gambambuno Gallery (1977)
- Philippinen, Manila, Solidaridad Galleries (1977)
- Ohio/USA, Oberlin, Max-Kade-House (1979)